# エゾノアオイスミレ
エゾノアオイスミレ（蝦夷の葵菫、学名：Viola collina）はスミレ科スミレ属の多年草。別名、エゾアオイスミレ、マルバケスミレ、テシオスミレ、ニオイケスミレ。
近縁のアオイスミレ V. hondoensis に似るが、葉の先端がややとがり、花が大きく、花後に地上を走る匐枝は出さない。また、葉は越冬しない。同種より標高の高い場所に生える。

## 特徴
有茎の種。太く短い地下茎があり、節間は短い。高さは3-10cmになる。根出葉の葉柄は長さ3-10cmになり、毛が生え、葉身は長さ2-4cm、卵形から円心形で、先端は鋭突頭、基部は深い心形、縁に低い波状の鋸歯がある。葉質は薄く、両面とも浅緑色で、密に粗い開出毛が生える。夏期の葉は大型になり、長さ6-7cmになる。托葉の基部は葉柄に合着し、縁に毛状突起がある。
花期は4-5月。葉の間から葉より高い花柄を伸ばし、花をつける。花柄の途中には狭小な2個の小苞葉がある。花は径約1.5cm、青紫色から淡青紫色または淡紅紫色、まれに白色で、花弁は長さ10-12mm、縁は波状になり、側弁の基部に毛が生え、上弁は反り返る。唇弁の距は太く短く、長さは3-4.5mmになり、先端は上方に内曲する。萼片は楕円状披針形から披針形で、腺毛が生え、付属体は半円形で縁は全縁となる。雄蕊は5個あり、花柱はカギ形になり、上部は棒状、柱頭は下向きに強く突き出る。果柄は下向きに曲がり、果実は球形の蒴果で、径6-8mmになり、密毛が生え、地表で裂開する。種子にはエライオソームというアリが好む付属体があり、アリに種子を散布させるアリ散布型種子の典型を示す。染色体数は2n=20。

## 分布と生育環境
日本では、南千島、北海道、本州の中部地方以北に分布し、山地から亜高山の落葉広葉樹林の湿り気のある林内や林縁に生育する。北海道では超塩基性岩地に多く、本州中部地方では火山灰地域に多いという。
世界では、朝鮮半島、中国大陸（東北部）、ロシア極東地方、モンゴルなど、ユーラシアの亜寒帯に広く分布する。

## 名前の由来
和名のエゾノアオイスミレは「蝦夷の葵菫」の意で、アオイスミレ（葵菫、V. hondoensis）に似て、北海道に産することによる。
種小名（種形容語）collina は、「丘の」「丘陵に生える」の意味。

## ギャラリー

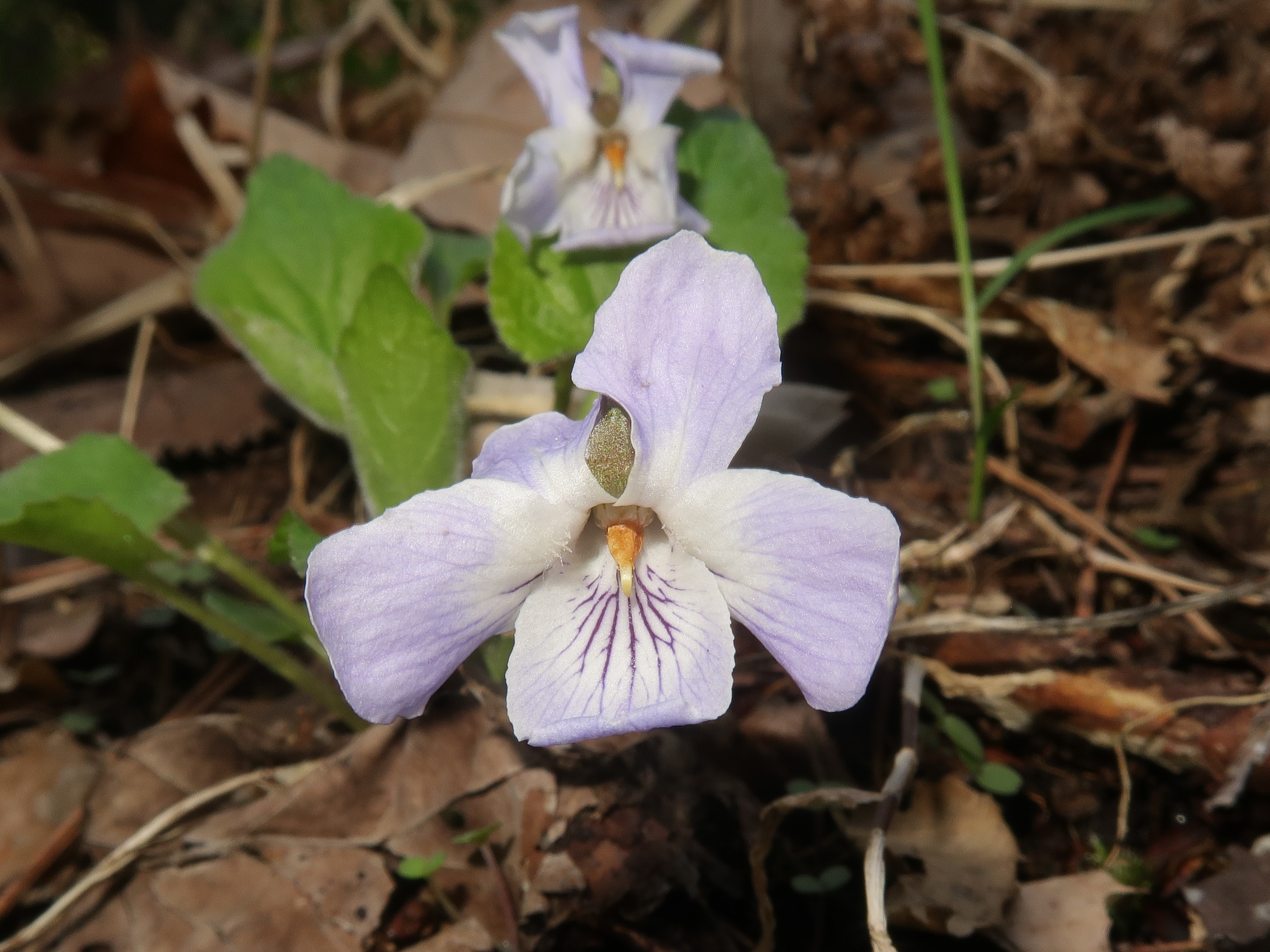
花弁の縁は波状になり、側弁の基部に毛が生え、上弁は反り返る。花柱はカギ形になり、上部は棒状、柱頭は下向きに強く突き出る。
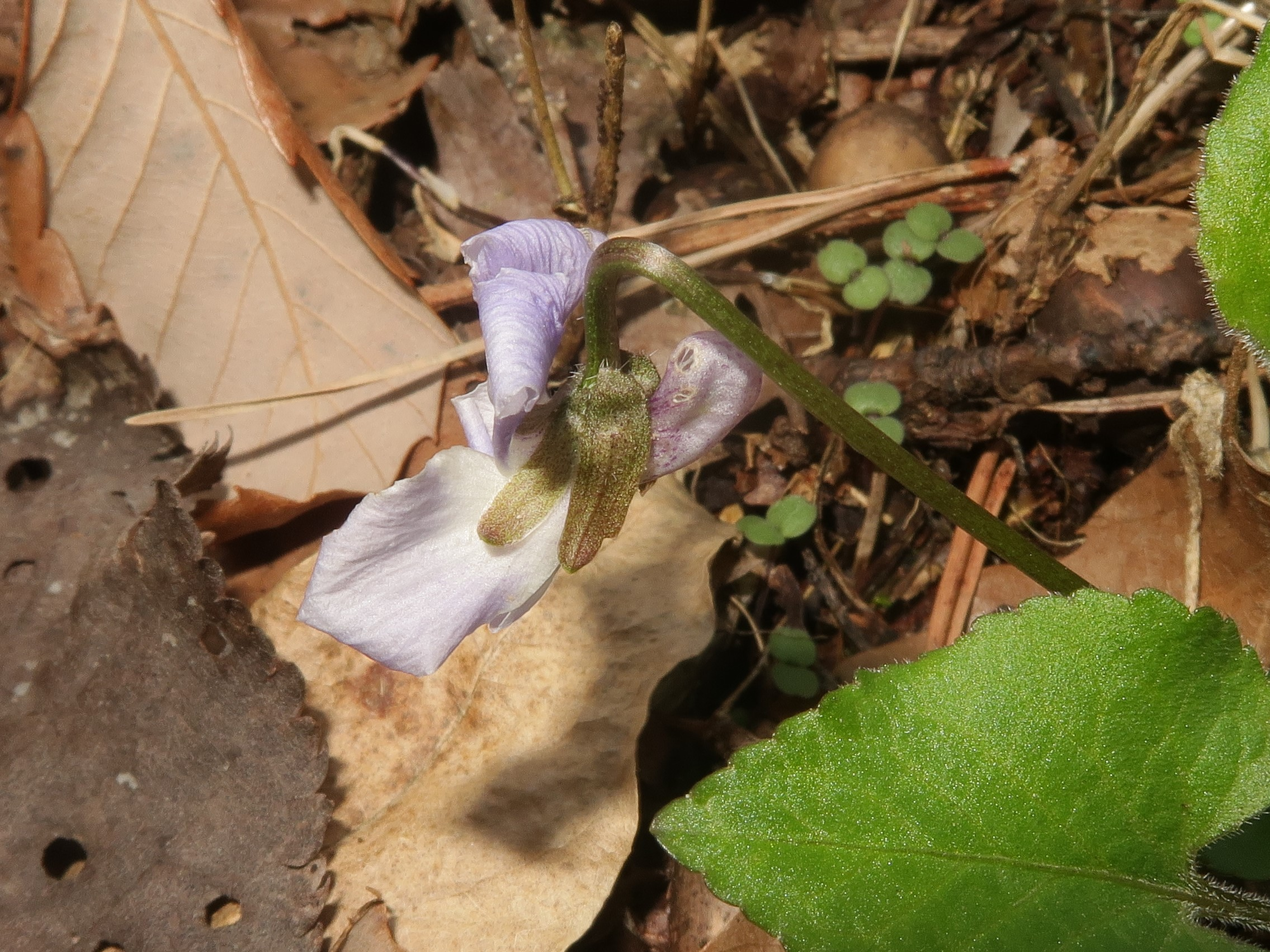
唇弁の距は太く短く、先端は上方に内曲する。萼片は楕円状披針形から披針形で、腺毛が生え、付属体は半円形で縁は全縁となる。
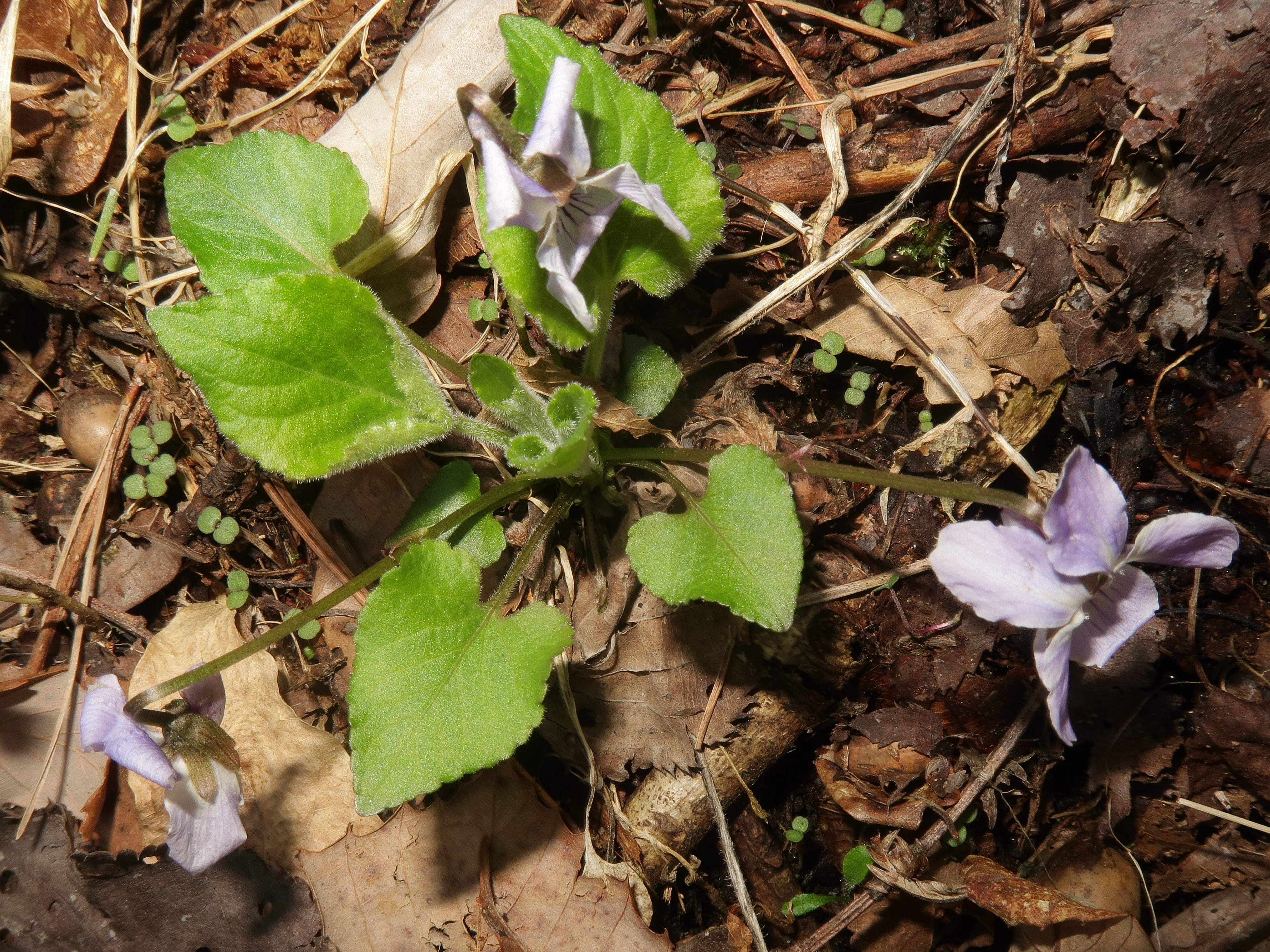
葉の先端はとがり、基部は深い心形、縁に低い波状の鋸歯がある。葉の両面とも浅緑色で、密に粗い開出毛が生える。

## 下位分類
- シロバナエゾアオイスミレ（別名、シロバナテシオスミレ） Viola teshioensis Miyabe et Tatew. f. albiflora Tatew.[8]